# Јожеф Чухај
Јожеф Чухај (мађ. Csuhay József; Егер, 12. јул 1957) био је мађарски фудбалер који је играо на професионалном и међународном нивоу као одбрамбени играч.

## Каријера

### Клуб
Током своје клупске каријере играо је за Видеотон из Секешфехервара, укључујући оба меча финала Купа УЕФА 1985, где су изгубили од Реал Мадрида укупним резултатом 1 : 3 (0 : 3, 1 : 0). Интересантно је да су обе екипе извојевали победе као гостујући тимови.
Већ са једанаест година био је активни члан у школи спорта у Егеру. Одатле је отишао у ФК Дожу из Егера. После годину дана служења војног рока (играјући за Хонвед Бем Јожеф ШЕ), постао је фудбалер ФК Егер ШЕ. Овде су га запазили Видеотонови скаути па је са њима потписао уговор 1980. године.
У сезони 1983/84 играјући за Видеотон завршио је као трећи у мађарској лиги, а следећу сезону је са тимом почео у Купу УЕФА, где су доста глатко прошли све до финала и завршили други иза Реал Мадрида. Чухаји је играо у 11 од 12 мечева. Пропустио је меч против Манчестер јунајтеда на домаћем терену због два жута картона. У полуфиналу, против Жељезничара из Сарајева, постигао је погодак у 88. минути који је Видеотону омогучило одлазак у следеће коло.
Године 1986, после Светског првенства у Мексику, прелази у будимпештански Хонвед. После годину дана придружили су му се Петер и Ласло Дистл су га пратили годину дана. Овде је постао двоструки шампион и једном победник мађарског купа. Престао је са активним спортом 1990. године.

### Репрезентација
У репрезентацији Мађарске је наступио 11 пута између 1983. и 1988. године. Био је члан тима који је учествовао на Светском првенству 1982. у Шпанији и 1986. у Мексику. Године 1984. био је два пута члан олимпијског тима Мађарске.

## Достигнућа
Хонвед
- Прва лига Мађарске у фудбалу: 
  - шампион: 1987/88, 1988/89
- Куп Мађарске у фудбалу:
  - првак: 1988/89

Видеотон
- Куп УЕФА:
  - финалиста: 1984/85.,